# آنا ديبالما
آنا ديبالما (بالإنجليزية: Anna DePalma)‏ هي كاتِبة أمريكية، ولدت في 7 أكتوبر 1991.